# Nicolás Bravo
Nicolás Bravo (ur. 10 września 1786 w Chilpancingo de los Bravo, zm. 22 kwietnia 1854 w Chichihualco w stanie Guerrero) – meksykański wojskowy i polityk, jeden z założycieli Republiki Stanów Zjednoczonych Meksyku w 1823 roku, trzykrotny prezydent Meksyku.  

## Życiorys
Nicolás Bravo urodził się 10 września 1786 roku w Chilpancingo de los Bravo. Bravo i jego rodzina wsparli walkę José Maríi Morelosa (1765–1815) o niepodległość Meksyku w 1811 roku jako jedna z pierwszych zamożnych rodzin kreolskich. Bravo dowodził Meksykanami w wojnie o niepodległość Meksyku (1810–21) i był zaufanym Morelosa. Został aresztowany w 1817 roku. W 1821 roku poparł „Plan z Iguali” i Agustína de Iturbide (1783–1824), zostając członkiem jego rządu (1821–23). Był jednym z założycieli Republiki Stanów Zjednoczonych Meksyku w 1823 roku. 
W latach 1824–1829 był pierwszym wiceprezydentem Meksyku, kiedy prezydenturę sprawował Guadalupe Victoria (1786–1843). Przewodził operacjom przeciwko następnemu prezydentowi Vicente Guerrerowi (1782–1831), następnie przewodniczył Kongresowi, a w 1837 roku był dowódcą Armii Północ.  
Trzykrotnie zajmował urząd prezydenta, prowadząc politykę wspierania generała Santa Anny (1794–1876). W 1839 roku został po raz pierwszy prezydentem Meksyku. W 1846 roku, podczas jego ostatniej prezydentury, Meksyk ogarnęła anarchia. Veracruz przyjęło „Plan de la Jalisco-Guadalajara” i José Mariano Salas (1797–1867) obalił Bravo. 
Bravo kontynuował karierę wojskową. Podczas wojny ze Stanami Zjednoczonymi (1846–1848) dowodził wojskami meksykańskimi w obronie twierdzy Chapultepec. Po wojnie osiadł w Chilpancingo de los Bravo.           
Zmarł 22 kwietnia 1854 roku w Chichihualco w stanie Guerrero.
W 2009 roku z okazji dwustulecia niepodległości Meksyku Bank Meksyku wyemitował upamiętniającą go monetę okolicznościową o nominale 5 peso.